# Ipomoea sphenophylla
Ipomoea sphenophylla är en vindeväxtart som beskrevs av Ignatz Urban. Ipomoea sphenophylla ingår i släktet praktvindor, och familjen vindeväxter. Inga underarter finns listade i Catalogue of Life.